# Ernst Spiess (Kartograf)
Ernst Spiess (* 28. Februar 1930 in Rapperswil SG; heimatberechtigt in Laufen-Uhwiesen und Zürich) ist ein Schweizer Kartograf und Hochschullehrer.

## Leben
Ernst Spiess, Sohn des Gastwirtes Ernst und dessen Frau Anna (geborene Haupt), ist seit 1958 mit der Primarlehrerin Ursula Pflugshaupt verheiratet, Tochter des Pauls, des Rektors des Progymnasiums Bern. 
Zwischen 1949 und 1954 absolvierte Spiess ein Studium als Vermessungsingenieur an der ETH Zürich und war anschliessend von 1956 bis 1958 als wissenschaftlicher Mitarbeiter bei Eduard Imhof tätig. 1964 wurde Ernst Spiess Assistenzprofessor, 1965 ausserordentlicher Professor und war von 1970 bis 1996 ordentlicher Professor für Kartografie sowie Vorsteher des Instituts für Kartografie an der ETH Zürich. 
Des Weiteren war Spiess von 1958 bis 1964 als Ingenieur-Topograf an der Eidgenössischen Landestopographie und 1959 an der Kartierung der Panta-Gruppe im Rahmen der SAC-Expedition nach Peru beteiligt. Zudem war er von 1978 bis 1996 Chefredaktor des «Atlas der Schweiz» und von 1970 bis 2008 Chefredaktor des Schweizer Weltatlas. 
Ferner war Spiess in diversen inländischen und internationalen Kommissionen für Photogrammetrie und Kartografie engagiert und war entweder Mitglied oder sass im Vorsitz der Kommissionen. Für sein Schaffen wurde er mehrfach ausgezeichnet. So wurde ihm 1994 von der Universität Basel den Dr. h. c. verliehen. Im Jahre 1997 wurde er von der Schweizerischen Gesellschaft für Kartografie zum Ehrenpräsidenten gewählt. Die International Cartographic Association ernannte Spiess 1995 zum Honorary Fellow und verlieh ihm 2005 ihre höchste Auszeichnung, die Carl Mannerfelt Goldmedaille.